# Mühlheim an der Donau
Mühlheim an der Donau là một thị xã thuộc huyện Tuttlingen trong bang Baden-Württemberg, nước Đức. Đô thị này nằm bên sông Danube, 7 km về phía đông bắc Tuttlingen.
Tòa lâu đài ở đây đã được xây vào khoảng năm 1200 và được xây lại với hình dạng như ngày nay vào thế kỷ 18.

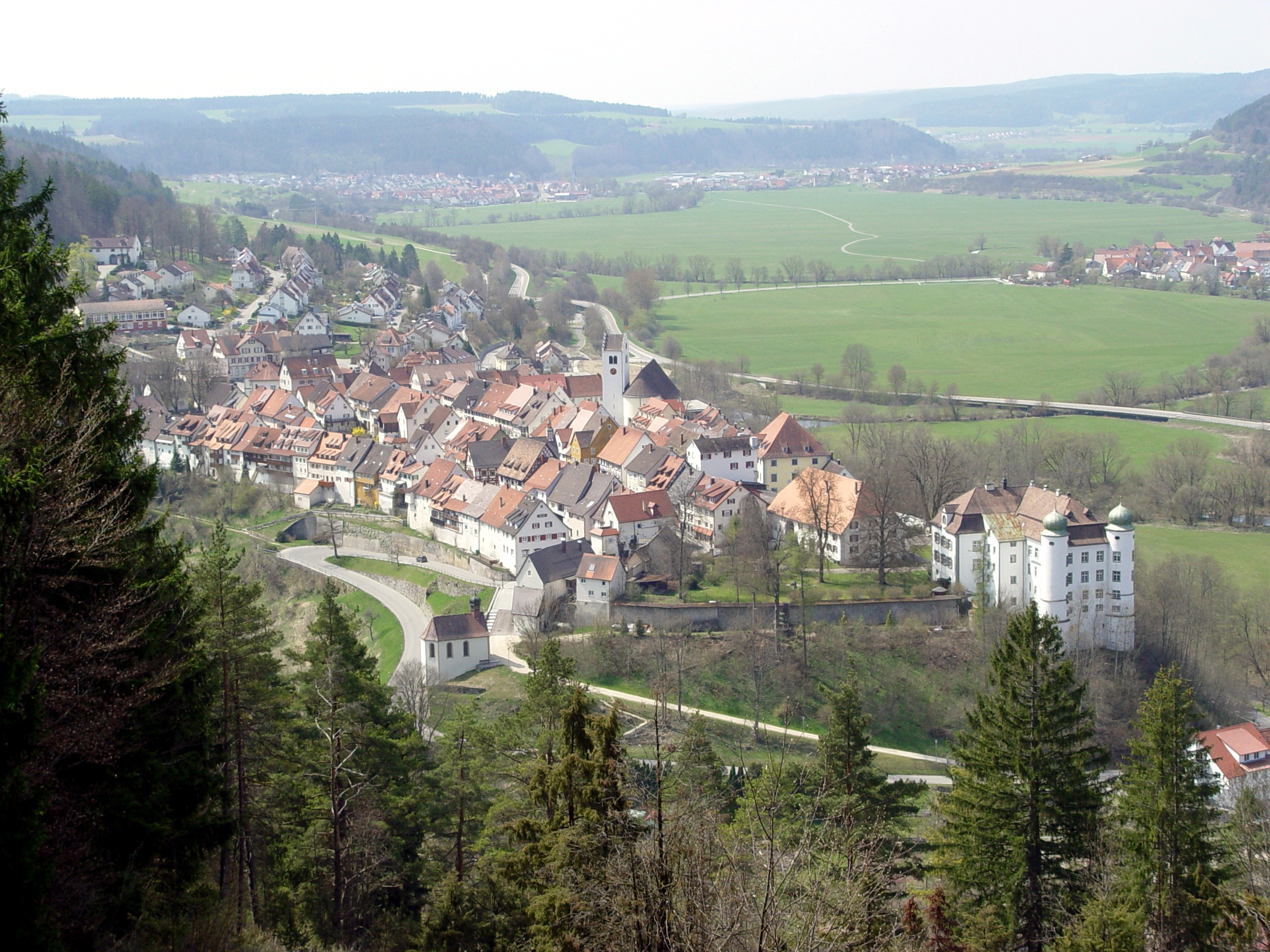
Mühlheim